# Ayalaina
Ayalaina es un género de foraminífero bentónico de la familia Meandropsinidae, de la superfamilia Soritoidea, del suborden Miliolina y del orden Miliolida. Su especie tipo es Meandropsina? rutteni. Su rango cronoestratigráfico abarca desde el Campaniense hasta el Maastrichtiense (Cretácico superior).

## Clasificación
Ayalaina incluye a la siguiente especie:
- Ayalaina rutteni